# Jänissaari (ö i Finland, Norra Karelen, Joensuu, lat 62,81, long 29,89)
Jänissaari är en ö i Finland. Den ligger i sjön Latvajärvi och i kommunen Kontiolax i den ekonomiska regionen  Joensuu ekonomiska region  och landskapet Norra Karelen, i den sydöstra delen av landet, 400 km nordost om huvudstaden Helsingfors. Öns area är 0,7 hektar och dess största längd är 140 meter i sydväst-nordöstlig riktning.